# Ofițer de protecție împotriva incendiilor
Un ofițer de protecție împotriva incendiilor este o persoană special instruită, mandatată în scris de către angajator în Germania și Austria care este responsabilă de apărarea operațională împotriva incendiilor într-o companie. Accentul activității este pe protecția preventiva împotriva incendiilor .
În funcție de cerințele legale, care sunt diferite în fiecare țară, aceste sarcini/sarcini antreprenoriale pot fi îndeplinite prin numirea unui angajat special instruit sau de către un ofițer de protecție împotriva incendiilor desemnat extern. Companiei de asigurare de incendiu poate, de asemenea, să ia în considerare numirea unei persoane adecvate atunci când se stabilește valoarea primei.
Ofițerul cu protecția împotriva incendiilor trebuie să-i consilieze și să sprijine pe cei responsabili cu apărarea împotriva incendiilor într-o companie (angajator/companie, director de operațiuni, manager de autoritate) pentru toate problemele de apărare împotriva incendiilor din companie. Această funcție de personal, trebuie să ofere consiliere directă antreprenorului/angajatorului. Prin urmare, ofițerul de protecție împotriva incendiilor nu este, de obicei, un organizare manager de personal și este autorizat să emită instrucțiuni. De obicei sarcinile din diferite țări ale acestora sunt în general similare peste tot. În Germania lista de sarcini a unui ofițer de protecție împotriva incendiilor care coordonează această activitate a Asociației vfdb  vfdb 12 / 09-01: 2009-03 descrie o activitate exclusiv consultativ.

## Sarcini
- Crearea/actualizarea reglementărilor de apărare împotriva incendiilor(părțile A, B, C);
- Participarea la evaluările riscului de incendiu la locurile de muncă;
- Sfaturi privind procesele de lucru substanțe inflamabile și utilizarea acestora;
- Contribuie la identificarea pericolelor de incendiu și explozie;
- Participarea la elaborarea instrucțiunilor de utilizare în măsura în care acestea se referă la protecția împotriva incendiilor;
- Participarea la măsuri structurale, tehnice și organizatorice în măsura în care acestea se referă la apărarea împotriva incendiilor;
- Participarea la punerea în aplicare a ordinelor oficiale și la cerințele asigurătorului de incendiu, în măsura în care acestea se referă la apărarea împotriva incendiilor;
- Contribuția la respectarea reglementărilor de protecție împotriva incendiilor pentru clădiri noi, transformări și extinderi, schimbări de utilizare, închirieri și achiziții;
- Sfaturi privind dotarea locurilor de muncă cu echipamente de stingere a incendiilor și selectarea substanțe de stingere;
- Participarea la implementarea conceptului de protecție împotriva incendiilor;
- Verificați dacă planurile de evacuare și salvare, planurile pompierilor, planurile de alarmă, etc. sunt actualizate, asigurați-vă că acestea se fac actualizări dacă este necesar și contribuiți la aceasta;
- Planificarea, organizarea si desfășurarea exercițiilor de evacuare;
- Participarea la cercetarea cauzelor de incendiu și efectuarea inspecțiilor interne de protecție împotriva incendiilor;
- Raportați deficiențele și propuneți măsuri pentru eliminarea acestora și monitorizați eliminarea deficiențelor;
- Instruire de bază și avansată a angajaților în utilizarea echipamentelor de stingere a incendiilor, precum și a angajaților cu sarcini speciale în caz de incendiu ( asistenți de protecție împotriva incendiilor);
- Sprijinirea conducerii in instruirea regulata a angajaților in domeniul protecției împotriva incendiilor;
- Verificarea depozitului si/sau a instalațiilor de depozitare a lichidelor, gazelor inflamabile etc.;
- Verificarea semnelor de siguranță pentru echipamentele de protecție împotriva incendiilor și pentru căile de evacuare și salvare
- Monitorizarea gradului de utilizare a căilor de evacuare și salvare
- Organizarea si asigurarea testării si întreținerii echipamentelor de protecție împotriva incendiilor
- Verificați dacă sunt respectate măsurile de protecție împotriva incendiilor specificate, în special în cazul lucrărilor la cald
- Participarea la definirea măsurilor de înlocuire în caz de defecțiune și dezafectare a echipamentelor de protecție împotriva incendiilor
- Sprijinirea antreprenorilor în discuțiile cu autoritățile de protecție împotriva incendiilor și de pompieri, asiguratorii de incendiu, asociații comerciale, birouri de supraveghere comerciale, etc.
- Opinie asupra deciziilor de investiții care se referă la problemele de protecție împotriva incendiilor pe șantier
- Documentarea tuturor activităților de protecție împotriva incendiilor.

## Obligația de a comanda
În Germania nu există nicio obligație generală de a numi un ofițer de protecție împotriva incendiilor. Cu toate acestea, statele federale pot prescrie ordinea în legile lor de construcție respective. Acest lucru se aplică în special spitalelor, punctelor de vânzare mai mari și clădirilor industriale mai mari, deoarece sunt pericole crescute din cauza numărului mare de oameni în aceste clădiri. În plus, autoritatea de construcție responsabilă poate solicita un ofițer de protecție împotriva incendiilor pentru structuri speciale.
Punerea în funcțiune a ofițerului de protecție împotriva incendiilor se face în scris între companie și ofițerul de protecție împotriva incendiilor, menționând domeniul de responsabilitate(companie, parte a fabricii, clădire sau departament), descrierea sarcinilor și timpul estimat. necesar(orientări vfdb 12-09/01-2009-03: numirea, sarcinile, calificarea și pregătirea ofițerilor de protecție împotriva incendiilor). Companiile mari au de obicei ofițeri permanenți de protecție împotriva incendiilor. În companiile mai mici, un manager sau un angajat comisionat face adesea acest lucru pe lângă munca lor principală. De asemenea, dacă este necesar, este indicat să folosiți un ofițer extern de protecție împotriva incendiilor.
În Austria, cel puțin un ofițer de protecție împotriva incendiilor este solicitat de către autoritatea comercială în cursul unui permis de stabilire permanentă. Cu toate acestea, această cerință poate fi întărită prin înființarea unei brigăzi de pompieri a companiei.

## Antrenament
Germania
Nu există reglementări obligatorii de formare. Ar trebui să se asigure că conținutul cursului se bazează pe modelul de formare CFPA-Europe, informațiile despre asociațiile comerciale(BGI) sau liniile directoare ale Asociației pentru Promovarea Directivei Germane de Protecție la Incendiu 12-09 / 01-2009-03: ordine, sarcini, calificarea si pregătirea ofițerilor de apărare împotriva incendiilor. După aceea, pregătirea pentru a deveni ofițer de protecție împotriva incendiilor durează cel puțin 64 de unități didactice a câte 45 de minute fiecare (max. 10 unități de predare pe zi) și se încheie cu o probă orală și scrisă. Condiția prealabilă pentru participarea la formare este pregătirea profesională absolvită sau o formare echivalentă.
Austria
În Austria, cursurile de pregătire sunt desfășurate de diverse instituții, precum institutele de dezvoltare economică ale camerelor de comerț sau școlile de pompieri. Cu toate acestea, poate fi realizat și de companii private. TRVB O 117, ediția 2006 este folosită ca un set de reguli pentru pregătirea ofițerilor de protecție împotriva incendiilor în toată Austria. Acest ghid, care a fost publicat de Asociația Federală a Pompierilor din Austria și de agențiile austriece de prevenire a incendiilor, conține un plan de instruire modular.